# Inzaghi Donígio
Inzaghi Donígio, meglio noto come Inzaghi (Bissau, 25 aprile 1985), è un ex calciatore guineense, di ruolo attaccante.

## Carriera
Ha giocato nella massima serie dei campionati bulgaro, portoghese ed albanese.